# Lyteba canaliculata
Lyteba canaliculata är en stekelart som först beskrevs av Jean-Jacques Kieffer 1907.  Lyteba canaliculata ingår i släktet Lyteba, och familjen hyllhornsteklar. Arten är reproducerande i Sverige.